# おおとり (駆潜艇)
おおとり（ローマ字：JDS Otori, PC-313、ASU-61）は、海上自衛隊の駆潜艇。みずとり型駆潜艇の3番艇。艇名は鴻に由来する。隼型水雷艇「鴻」、鴻型水雷艇「鴻」、よしきり型掃海船「おおとり」に次いで日本の艦艇としては4代目。

## 艦歴
「おおとり」は、昭和34年度計画甲型駆潜艇3013号艇として、1959年12月16日に呉造船所で起工され、1960年5月27日に進水、1960年10月13日に就役し、佐世保地方隊に編入された。
1960年12月1日、佐世保地方隊隷下に第5駆潜隊が新編され「かささぎ」、「はつかり」とともに編入された。
1961年10月1日、第5駆潜隊が隊番号交換により第3駆潜隊に改称。
1977年12月1日、第3駆潜隊が呉地方隊隷下に編成替え。
1982年3月27日、特務艇に種別変更され船籍番号がASU-61となり、佐世保地方隊直轄艇となる。
1985年10月31日、除籍。